# Tarenna costata
Tarenna costata är en måreväxtart som först beskrevs av Friedrich Anton Wilhelm Miquel, och fick sitt nu gällande namn av Elmer Drew Merrill. Tarenna costata ingår i släktet Tarenna och familjen måreväxter. Inga underarter finns listade i Catalogue of Life.